# Peter Adelaar
Peter Adelaar (Ámsterdam, 26 de febrero de 1947-Ámsterdam, 14 de octubre de 2004) fue un deportista neerlandés que compitió en judo. Ganó seis medallas en el Campeonato Europeo de Judo entre los años 1973 y 1980.
Participó en los Juegos Olímpicos de Moscú 1980, donde finalizó décimo en la categoría de +95 kg y decimoquinto en la categoría abierta.

## Palmarés internacional
| Campeonato Europeo | Campeonato Europeo   | Campeonato Europeo | Campeonato Europeo |
| Año                | Lugar                | Medalla            | Categoría          |
| ------------------ | -------------------- | ------------------ | ------------------ |
| 1973               | Madrid (España)      | Medalla de bronce  | +93 kg             |
| 1975               | Lyon (Francia)       | Medalla de bronce  | Abierta            |
| 1977               | Ludwigshafen (RFA)   | Medalla de bronce  | +95 kg             |
| 1978               | Helsinki (Finlandia) | Medalla de oro     | +95 kg             |
| 1979               | Bruselas (Bélgica)   | Medalla de bronce  | +95 kg             |
| 1980               | Viena (Austria)      | Medalla de bronce  | +95 kg             |